# Siren (canción de Malcolm Lincoln)
«Siren» (en español: «Sirena») es una canción escrita por Robin Juhkental, e interpretada por él mismo junto a Madis Kubu como el dúo Malcolm Lincoln. El tema representó a Estonia en el Festival de la Canción de Eurovisión 2010, celebrado en Oslo, Noruega. 
El tema ganó el derecho a representar al país al ganar el Eesti Laul 2010. Para su presentación en Oslo se harán acompañar del cuarteto vocal "Manpower 4", compuesto por Jaanus Saago, Andrei Ozdoba, Mick Pedaja y Kristjan Knight.